# Castilleja praeterita
Castilleja praeterita là loài thực vật có hoa thuộc họ Cỏ chổi. Loài này được Heckard & Bacig. mô tả khoa học đầu tiên năm 1970.